# Magdalena Droste
Magdalena Droste (* 1948 in Eschweiler) ist eine deutsche Kunsthistorikerin und Germanistin. 

## Leben
Droste studierte Kunstgeschichte und Literaturwissenschaft in Aachen und Marburg. Sie promovierte 1977 in Marburg. Bekannt und anerkannt ist Magdalena Droste für die Geschichte des Bauhauses, zu der sie auch Ausstellungen veranstaltete. Sie arbeitete von 1980 bis 1997 am Bauhaus-Archiv in Berlin. Von 1980 an war sie als wissenschaftliche Mitarbeiterin am Bauhaus-Archiv Berlin tätig, 1991–1997 als dessen stellvertretende Direktorin. Danach war sie Professorin für Kunstgeschichte an der Brandenburgischen Technischen Universität Cottbus. Den Lehrstuhl hatte sie bis 2017 inne.

## Werke (Auswahl)
- Magdalena Droste: Bauhaus 1919–1933, Taschen Verlag, Köln 2019.
- Dies: Die Bauhaus-Leuchte von Carl Jacob Jucker und Wilhelm Wagenfeld, Verl. Form, Frankfurt am Main 1997.
- Dies: Katja Rose : Weberei am Bauhaus 1931–1933 ; Bildwebereien 1964–1983 ; Ausstellung im Bauhaus-Archiv, 24. November 1983 – 2. Januar 1984 / Katalog und Ausstellung: Magdalena Droste. Verantw.: Hans M. Wingler, Verlag Bauhaus-Archiv, Berlin 1983.
- Dies: Georg Muche : d. künstler. Werk 1912–1927 ; kritisches Verzeichnis der Gemälde, Zeichnungen, Fotos u. architektonische Arbeiten, bearb. von Magdalena Droste unter Mitwirkung von Christian Wolsdorff und Bauxi Mang. Mit Textbeitr. von Georg Muche ... Hrsg. vom Bauhaus-Archiv Berlin. [Ausstellung Georg Muche, "Sturm- u. Bauhauszeit", 19. September 1980 – 12. Januar 1981]
- Dies: Das Fresko als Idee : zur Geschichte öffentlicher Kunst im 19. Jahrhundert,  Lit-Verlag, Münster 1980 (Zugl.: Marburg, Univ., Fachbereich Neuere Dt. Literatur u. Kunstwiss., Diss., 1977).